# Brigitte Ernst de la Graete
Brigitte Ernst de la Graete, née le 23 avril 1957 à Liège, est une femme politique belge.

## Biographie
Elle fut la première échevine du parti Ecolo en Belgique (1983-1988), député européen du 25 juillet 1989 au 18 juillet 1994 dans le Groupe des Verts, secrétaire fédérale d'Ecolo de 1999 à 2002 et conseillère communale jusqu’en septembre 2014. En 2017, Brigitte Ernst de la Graete est mise sous enquête à la suite des révélations des Malta Files